# 山下景子
山下 景子（やました けいこ、1958年7月17日 - ）は、日本の評論家。

## 来歴
兵庫県神戸市生まれ。武庫川女子短期大学国文科卒業。西宮市で音楽講師をしながら作詞家を目ざし、1991年「北海道・北の讃歌コンクール」で「地球岬」（歌・清水綾子）で最優秀賞、「愛知・名古屋マイソング」で最優秀曲を受賞する。2005年『美人の日本語』が、26万部を超えるベストセラーになり、以後文筆家となる。  

## 著書
- 『美人の日本語』幻冬舎 2005　のち文庫
- 『美しい暦のことば』インデックス・コミュニケーションズ 2006
- 『美人のいろは』幻冬舎 2006　『美人の日常語』文庫
- 『しあわせの言の葉』宝島社 2007
- 『花の日本語』幻冬舎 2007　のち文庫
- 『耳を澄ませば聴こえてくる音の日本語』PHP研究所 2007
- 『恋色の日本語』PHP研究所 2008
- 『ほめことば練習帳』幻冬舎新書 2008
- 『日本人の心を伝える思いやりの日本語』青春新書 インテリジェンス　2009
- 『ことばの歳月 美しく響きあう言葉たち』廣済堂あかつき 2010
- 『美人の古典』PHPエディターズ・グループ 2010
- 『イケメン★平家物語 「超入門」コミック&解説』PHPエディターズ・グループ 2011
- 『現存12天守閣』幻冬舎新書 2011
- 『オトメの和歌』明治書院 2012
- 『暦を楽しむ美人のことば』角川ソフィア文庫 2012
- 『大切な人に使いたい美しい日本語』大和書房 2014
- 『二十四節気と七十二候の季節手帖』成美堂出版 2014

## 参考
- ISBN 978-4-479-39248-4

## 註
1. ↑  「北海道新聞」1991年11月7日朝刊「最優秀賞に兵庫県・山下さんの「地球岬」－北の賛歌コンクール」に33歳とある。